# Могила, Иеремия

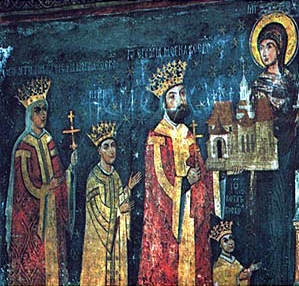
Иеремия Могилэ с семьёй − женой и двумя сыновьями

Иеремия Могила (молд. Иеремия Могилэ; умер 1606) — господарь Молдавского княжества с августа 1595 по май 1600 года и с сентября 1600 по 30 июня (10 июля) 1606 года. Сын боярина Иоанна Могилы (ок. 1520—1570).
Представитель молдавского боярского рода Могилэ, дядя митрополита Петра Могилы, отец Раины Могилянки, дед знаменитого воеводы русского, князя-магната Иеремии Михаила Вишневецкого, названного в его честь, прадед польского короля Михаила Корибута.

## История
В августе 1595 года поляки вступили в Молдавию, посадив вместо Стефана Развана на престол Иеремию Могилу. Разван бежал в Венгрию, а страна была страшно опустошена.
27 августа 1595 года Могила подписал договор, в котором признал сюзеренитет Польши и обязался платить дань 40 тысяч золотых. В Хотине и Сучаве остались польские гарнизоны, чинившие насилие над местным населением, что вызывало всеобщее недовольство. Могила подписал договор с крымским ханом, согласился платить ему дань, а также дань Порте.
Могила, молдавские бояре и польская шляхта были силой, мешавшей господарю Валахии Михаю Храброму и казакам вести антитурецкую борьбу. В мае 1600 года Михай с 17-тысячным войском предпринял поход против Иеремии Могилы, на стороне которого было 15 тысяч молдавских солдат и 3 тысячи поляков. При сближении с валашскими войсками молдаване подняли восстание против поляков и Могилы. Михая поддержало большинство крестьянства и городского люда Молдавского княжества. Крупные бояре вместе с Могилой бежали к польским границам. Иеремия укрылся в Хотинской крепости. Михай объединил три Дунайских княжества, однако он был занят в других областях, и в Молдавию в 1600 году вошли значительные польские силы под руководством Яна Замойского. Отряды, оставленные Михаем, были разбиты, а Иеремия Могила снова был провозглашён господарём.
В следующий период правления Могила способствовал укреплению власти боярства пропольской ориентации. Иеремия Могила правил до своей смерти в 1606 году. После него на престол взошёл брат Симион Могила.

## Семья и дети
Был женат на Елизавете Чомортань Лозинской (1572—1617), от брака с которой имел детей:
- Раина Могилянка (Вишневецкая) (1588—1619), жена с 1608 года князя Михаила Михайловича Вишневецкого (ум. 1616)
- Катерина Могила (Корецкая) (1590—1619), жена с 1615 года князя Самуила Корецкого (1586—1622)
- Мария Амалия Могила (Потоцкая) (1590 — 10.12.1638), жена с 1606 года генерала Подольской земли и воеводы брацлавского Стефана Потоцкого (1568—1631)
- Константин Могила (1594—1612), господарь Молдавии (1606, 1607—1611)
- Александр Могила (1601—1620), господарь Молдавии (1615—1616)
- Богдан Могила
- Самфира Могила (ум. 1596)
- Пётр Могила — племянник (ум. 1647)
- Александра Могила (ум. 1597)
- Станислава (Стана) Могила (ум. 1597)
- Анна Могила, жена с 1658/1661 года гетмана великого коронного Станислава Реверы Потоцкого (1579—1667)